# 埃格勒通
埃格勒通（法語：Égletons，法語發音：[eɡlətɔ̃]）是法国科雷兹省的一个市镇，位于该省中部偏东，属于蒂勒区。

## 地理
埃格勒通（45°24'23"N, 2°2'43"E）面积16.85 平方千米，位于法国新阿基坦大区科雷兹省，该省份为法国中南部省份，北起上维埃纳省和克勒兹省，西接多爾多涅省，南至洛特省，东临多姆山省和康塔爾省。
与埃格勒通接壤的市镇（或旧市镇、城区）包括：达尔内、穆斯捷旺塔杜尔、佩雷贝莱尔、罗西耶代格勒通、圣伊里耶勒代雅拉、苏代耶。
埃格勒通的时区为UTC+01:00、UTC+02:00（夏令时）。

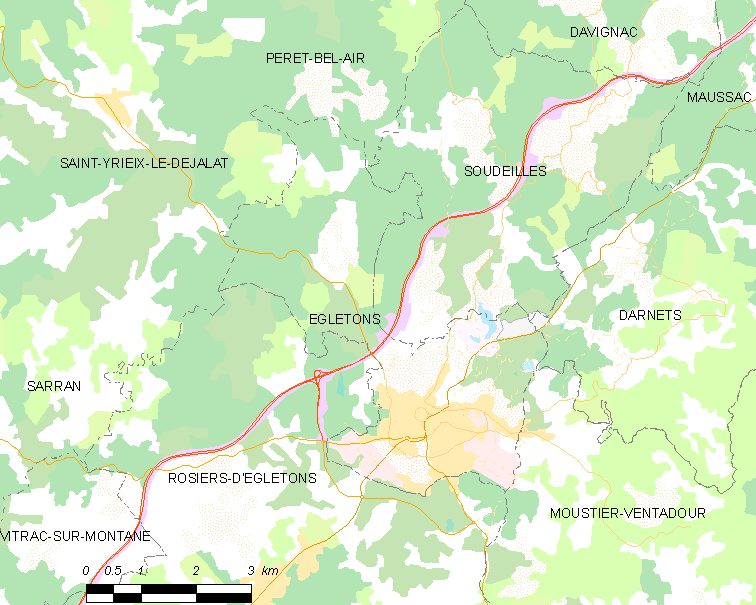
埃格勒通的OSM定位图

## 行政
埃格勒通的邮政编码为19300，INSEE市镇编码为19073。

## 政治
埃格勒通所属的省级选区为埃格勒通县。

## 交通
科雷兹省省道D165线、D1089线等经过境内。埃格勒通站每天开行直达布里夫和于塞勒方向的列车。

## 人口

1962-2008年间埃格勒通人口变化图示

埃格勒通于2022年1月1日时的人口数量为4336人。